# Chlorops rufiventris
Chlorops rufiventris är en tvåvingeart som beskrevs av Macquart 1835. Chlorops rufiventris ingår i släktet Chlorops och familjen fritflugor. Inga underarter finns listade i Catalogue of Life.